# Lucas Prado
Pour les articles homonymes, voir Prado.
Lucas Prado, né le 27 mai 1985 à Poxoréo, est un athlète handisport malvoyant brésilien.
Il perd en partie la vue en 2003 après s'être détaché la rétine lors d'un accident de travail, perdant 90 % de sa vision à un œil. Une choriorétinite pigmentaire affecte plus tard l'autre œil, lui faisant perdre sa vision complètement en 2006.
Aux Jeux paralympiques d'été de 2008, il remporte trois médailles d'or, en 100, 200 et 400 mètres. Il est double médaillé d'argent aux Jeux paralympiques d'été de 2012 en 100 et 400 mètres.